# Yves Boivineau
Yves Jean Marie Arsène Boivineau (Ardelay, 21 febbraio 1947) è un vescovo cattolico francese, vescovo emerito di Annecy dal 2022.

## Biografia
Yves Boivineau nasce ad Ardelay, oggi Les Herbiers, il 21 febbraio 1947.

### Formazione e ministero sacerdotale
Dopo aver iniziato la sua formazione presso il Seminario maggiore di Luçon, ha proseguito la sua formazione a Roma, dove ha conseguito la licenza in teologia presso la Pontificia Università Gregoriana. Successivamente ha frequentato l'Istituto di formazione degli educatori del clero a Parigi.
È stato ordinato sacerdote il 23 giugno 1973 dal vescovo di Luçon Charles-Auguste-Marie Paty, esercitando il ministero nelle parrocchie e, dal 1980, dedicandosi alla formazione dei futuri sacerdoti come professore di teologia presso il seminario interdiocesano dei Pays-de-la-Loire fino al 1993. In seguito fu nominato vicario episcopale della diocesi di Luçon.

### Ministero episcopale
Il 7 maggio 2001 papa Giovanni Paolo II lo ha nominato vescovo di Annecy, ricevendo la consacrazione episcopale il 26 agosto successivo dal cardinale Louis-Marie Billé, arcivescovo metropolita di Lione, co-consacranti l'arcivescovo Hubert Barbier, arcivescovo metropolita di Bourges e suo predecessore ad Annecy, e il vescovo Louis Jean Dufaux, vescovo di Grenoble.
Nell'ambito della Conferenza episcopale di Francia è stato membro della Commissione sociale, divenendo poi membro del Consiglio per la famiglia e le questioni sociali e del Consiglio per la solidarietà.
Il 29 settembre 2012 è stato nominato da papa Benedetto XVI membro del Pontificio consiglio della giustizia e della pace.
Il 27 giugno 2022 papa Francesco ha accolto la sua rinuncia al governo pastorale della diocesi per raggiunti limiti d'età.

## Genealogia episcopale
La genealogia episcopale è:
- Cardinale Guillaume d'Estouteville, O.S.B.Clun.
- Papa Sisto IV
- Papa Giulio II
- Cardinale Raffaele Sansoni Riario della Rovere
- Papa Leone X
- Papa Paolo III
- Cardinale Francesco Pisani
- Cardinale Alfonso Gesualdo di Conza
- Papa Clemente VIII
- Cardinale Pietro Aldobrandini
- Cardinale Laudivio Zacchia
- Cardinale Antonio Barberini, O.F.M.Cap.
- Cardinale Nicolò Guidi di Bagno
- Arcivescovo François de Harlay de Champvallon
- Cardinale Louis-Antoine de Noailles
- Vescovo Jean-François Salgues de Valderies de Lescure
- Arcivescovo Louis-Jacques Chapt de Rastignac
- Arcivescovo Christophe de Beaumont du Repaire
- Cardinale César-Guillaume de la Luzerne
- Arcivescovo Gabriel Cortois de Pressigny
- Arcivescovo Hyacinthe-Louis de Quélen
- Vescovo Louis-Charles Féron
- Vescovo Pierre-Alfred Grimardias
- Cardinale Guillaume-Marie-Romain Sourrieu
- Cardinale Léon-Adolphe Amette
- Arcivescovo Benjamin-Octave Roland-Gosselin
- Cardinale Paul-Marie-André Richaud
- Cardinale Paul Joseph Marie Gouyon
- Vescovo Charles-Auguste-Marie Paty
- Cardinale Louis-Marie Billé
- Vescovo Yves Jean Marie Arsène Boivineau